# Dutchess County
Dutchess County är ett administrativt område i delstaten New York, USA, med 297 488 invånare vid 2010 års folkräkning. Den administrativa huvudorten (county seat) är staden Poughkeepsie. Countyt är relativt tätbefolkat och tillhör norra delen av New Yorks storstadsregion.

## Geografi
Enligt United States Census Bureau har countyt en total area på 2 138 km². 2 076 km² av den arean är land och 62 km² är vatten. 

### Angränsande countyn
- Columbia County, New York - nord
- Berkshire County, Massachusetts - nordost
- Litchfield County, Connecticut - öst
- Fairfield County, Connecticut - sydost
- Putnam County, New York - syd
- Orange County, New York - sydväst
- Ulster County, New York - väst